# Kanton Ussel-Est
Ussel-Est is een voormalig kanton van het Franse departement Corrèze. Het kanton maakte deel uit van het arrondissement Ussel. Het werd opgeheven bij decreet van 24 februari 2014, met uitwerking op 22 maart 2015.

## Gemeenten
Het kanton Ussel-Est omvatte de volgende gemeenten:
- Mestes
- Saint-Étienne-aux-Clos
- Saint-Exupéry-les-Roches
- Saint-Fréjoux
- Ussel (deels, hoofdplaats)
- Valiergues